# Olivia de Havilland
Olivia Mary de Havilland (Tokyo, 1º luglio 1916 – Parigi, 26 luglio 2020) è stata un'attrice britannica naturalizzata statunitense.
Sorella maggiore dell'attrice Joan Fontaine, è stata due volte vincitrice del Premio Oscar ed entrambe hanno il loro nome inscritto nella Hollywood Walk of Fame.

## Biografia
Olivia de Havilland nacque a Tokyo da Walter Augustus de Havilland, avvocato britannico con studio a Tokyo, specializzato in materia di brevetti, e Lilian Augusta Ruse, attrice nota col nome d'arte di Lilian Fontaine. La sua famiglia è imparentata con quella dell'ingegnere Sir Geoffrey de Havilland, pioniere britannico dell'aviazione e fondatore della de Havilland Aircraft Co. Sua sorella minore, anche lei attrice, è Joan. I loro genitori divorziarono nel 1925.

### Rivalità con la sorella Joan Fontaine
Quella fra le due sorelle è stata una delle rivalità più celebri e chiacchierate di Hollywood. La de Havilland e la Fontaine ebbero sin dall'infanzia e per tutta la vita rapporti molto difficili e un acceso antagonismo: entrambe scelsero la strada della recitazione, e la popolarità che rapidamente riuscirono ad ottenere nel cinema aumentò la competizione fra loro. Nel 1942 Joan la spuntò sulla sorella maggiore nella conquista dell'Oscar alla migliore attrice protagonista, al quale in quell'anno erano entrambe candidate: Joan Fontaine per Il sospetto di Alfred Hitchcock e Olivia de Havilland per La porta d'oro di Mitchell Leisen. Queste circostanze inasprirono ulteriormente i già complicati rapporti fra le due e gli anni seguenti furono segnati da dispetti reciproci, equivoci, litigi e riavvicinamenti.
La rottura definitiva avvenne nel 1975, in seguito a una serie di malintesi conseguenti alla malattia e alla morte della loro madre; dopo quell'evento le due non si parleranno più per il resto della loro vita. Alla morte di Joan Fontaine il 15 dicembre 2013, all'età di 96 anni, la de Havilland tramite il suo agente si dichiarò "sconvolta e profondamente addolorata" per la scomparsa della sorella; nonostante ciò, non risulta che le due si siano effettivamente riavvicinate.
Olivia de Havilland e Joan Fontaine sono le uniche due sorelle nella storia del cinema ad aver vinto entrambe un Oscar come miglior attrice protagonista.

### Carriera cinematografica

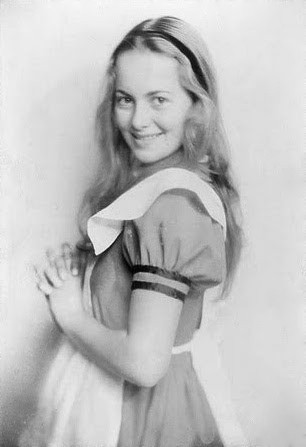
Olivia de Havilland nel ruolo di Alice in una rappresentazione teatrale nel 1933

Dotata di una naturale eleganza e di un fascino delicato, Olivia de Havilland ottenne il primo ruolo cinematografico di successo nella trasposizione dello shakespeariano Sogno di una notte di mezza estate (1935) di Max Reinhardt e William Dieterle. Scritturata dalla Warner Bros., prese poi parte a una serie di film avventurosi tutti diretti da Michael Curtiz, al fianco di Errol Flynn, come Capitan Blood (1935), La carica dei seicento (1936) e La leggenda di Robin Hood (1938).
La celebrità mondiale giunse quando nel 1939 venne momentaneamente prestata alla MGM per interpretare il personaggio della dolce e coraggiosa Melania Hamilton in Via col vento (1939) di Victor Fleming, accanto a Vivien Leigh, Clark Gable e Leslie Howard. Quel ruolo resterà la sua interpretazione più celebre e ricordata, al di fuori del panorama americano, con cui si insedierà nell'immaginario collettivo di generazioni di spettatori di tutto il mondo. Naturalizzata cittadina degli Stati Uniti d'America dal 1941, negli anni successivi l'attrice lottò per ottenere ruoli all'altezza del suo temperamento drammatico: durante gli anni quaranta ottenne plausi dal pubblico e dalla critica per le sue interpretazioni in pellicole come A ciascuno il suo destino (1946) di Mitchell Leisen, per cui si guadagnò un premio Oscar, Lo specchio scuro (1946) di Robert Siodmak, La fossa dei serpenti (1948) di Anatole Litvak e L'ereditiera (1949) di William Wyler, in cui fu così convincente nel ruolo di una timida ereditiera corteggiata da un profittatore, interpretato da un giovane Montgomery Clift, da vincere il suo secondo Oscar. Seguirono film di buon successo e nei quali si impose per la sua incisiva ed elegante presenza, quali Mia cugina Rachele (1952) di Henry Koster, Nessuno resta solo (1955) di Stanley Kramer e L'orgoglioso ribelle (1958) di Michael Curtiz.
Recitò accanto a Bette Davis nei film Avventura a mezzanotte (1937) di Archie Mayo, Il conte di Essex (1939) di Michael Curtiz, In questa nostra vita (1942) di John Huston e, parecchi anni più tardi, nel thriller gotico/grottesco Piano... piano, dolce Carlotta (1964) di Robert Aldrich, ove, sembra su suggerimento della stessa Davis, sostituì Joan Crawford datasi per malata, e che fu il suo ultimo film di una certa risonanza tanto per la critica quanto per il pubblico. Negli anni precedenti aveva fornito buone prove anche nelle pellicole Il diavolo nello specchio (1959) di Anthony Asquith e Luce nella piazza (1962) di Guy Green, che venne in parte girato a Roma e Firenze. Tornò al genere thriller con Un giorno di terrore (1964) di Walter Grauman. Dopo una breve apparizione in L'ultimo avventuriero (1970) di Lewis Gilbert e La papessa Giovanna (1972) di Michael Anderson, ove interpretò ancora un personaggio di rilievo accanto a Liv Ullmann, la de Havilland, non più impiegata in ruoli da protagonista, diradò molto le sue partecipazioni cinematografiche e televisive. In Airport '77 (1977) di Jerry Jameson, film di genere catastrofico, tipico di quegli anni, si ritrovò a recitare di nuovo con Joseph Cotten, suo partner nel film di Aldrich del 1964. Si ritirò definitivamente dagli schermi cinematografici nel 1979, mentre la sua ultima partecipazione a un film televisivo risale al 1988.

## Vita privata

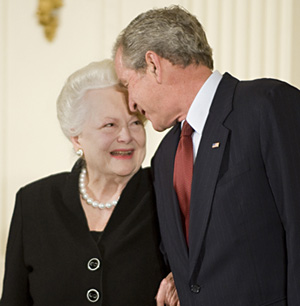
Olivia de Havilland insieme al Presidente Bush alla consegna della National Medal of Arts nel 2008

Dopo alcuni flirt con Howard Hughes, James Stewart e John Huston, nel 1946 sposò lo scrittore Marcus Goodrich, da cui divorziò nel 1953. Dal matrimonio nacque nel 1949 il figlio Benjamin, che divenne matematico e morì nel 1991, affetto dal morbo di Hodgkin.
Successivamente l'attrice si trasferì a Parigi, nel XVI arrondissement vicino al Bois de Boulogne, dove visse sino alla sua morte. Si risposò nel 1955 con Pierre Galante, giornalista francese di Paris Match, da cui nel 1956 ebbe la figlia Gisèle, divenuta poi giornalista. Dopo il divorzio nel 1979, i due mantennero ottimi rapporti tanto che l'attrice si prese cura dell'ex marito quando s'ammalò di cancro, e per questo motivo fu assente al 70º anniversario della notte degli Oscar nel 1998.
Nel 2003 apparve alla serata degli Oscar nell'ambito di un revival a cui presenziarono molti dei vincitori delle edizioni passate degli Academy Award. Nell'aprile 2008 partecipò a un tributo a Bette Davis, di cui fu molto amica; aveva stretto un forte rapporto di amicizia anche con Gloria Stuart. Al momento della sua morte, la De Havilland era l'unica superstite dei quattro attori protagonisti di Via col vento (mentre, curiosamente, il personaggio da lei interpretato era l'unico a morire); dal dicembre 2014, con la morte di Luise Rainer, è stata la più anziana vincitrice dell'Oscar ancora in vita.
Nel 2017, per il suo 101º compleanno, le venne conferita la prestigiosa onorificenza di Dama dell'Impero Britannico. Nello stesso anno, tramite il suo avvocato, fece causa all'emittente televisiva FX sostenendo di essere stata ritratta in maniera fuorviante nella serie Feud, in cui il suo personaggio era interpretato da Catherine Zeta-Jones.
Olivia De Havilland è morta per cause naturali a Parigi il 26 luglio 2020, all'età di 104 anni.

## Filmografia

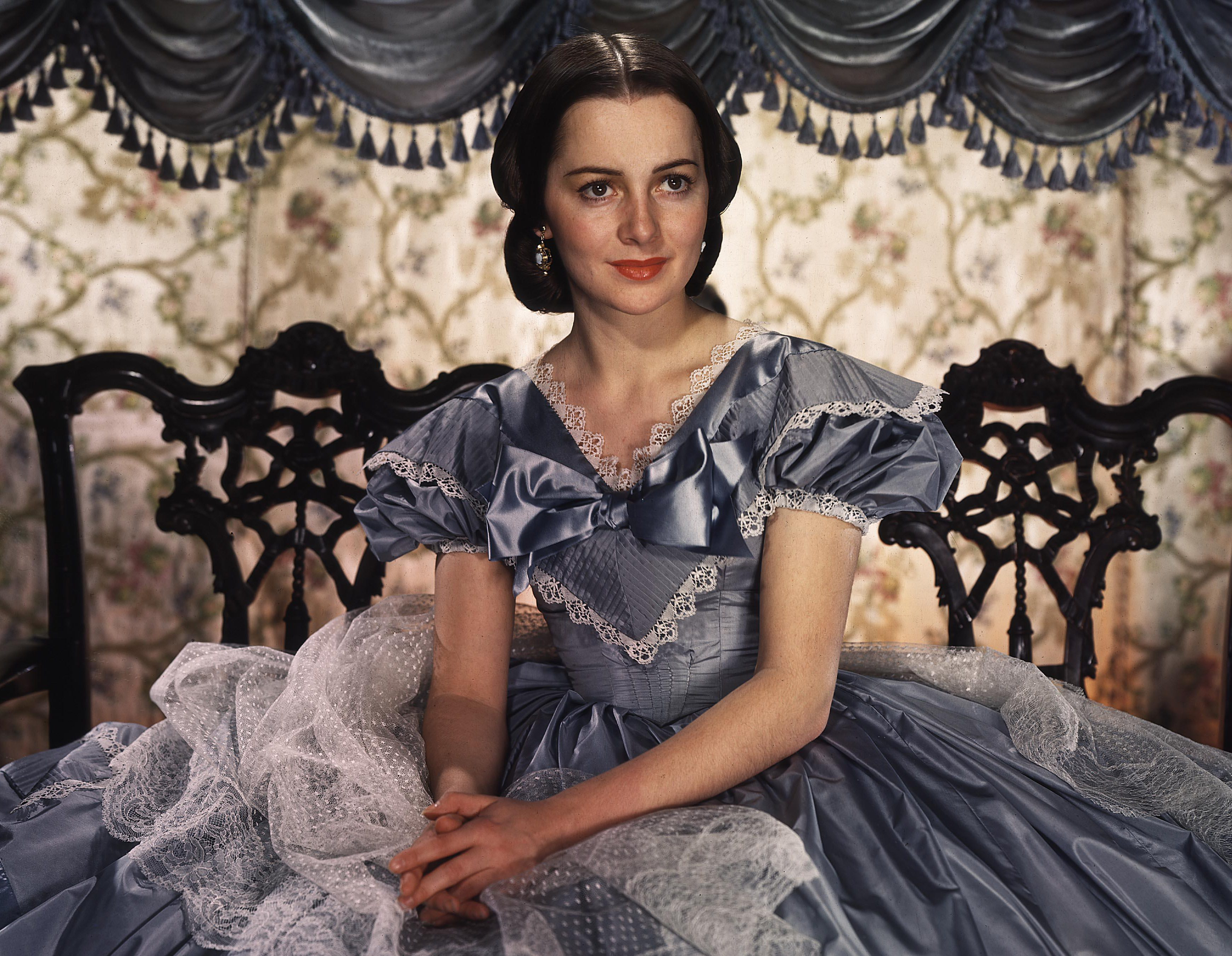
Olivia de Havilland nel ruolo di Melania Hamilton in Via col vento (1939)

### Cinema
- Alibi Ike, regia di Ray Enright (1935)
- Colpo proibito (The Irish in U.S.), regia di Lloyd Bacon (1935)
- Sogno di una notte di mezza estate (A Midsummer Night's Dream), regia di William Dieterle e Max Reinhardt (1935)
- Capitan Blood (Captain Blood), regia di Michael Curtiz (1935)
- Avorio nero (Anthony Adverse), regia di Mervyn LeRoy (1936)
- La carica dei seicento (The Charge of the Light Brigade), regia di Michael Curtiz (1936)
- Call It a Day, regia di Archie Mayo (1937)
- A Day at Santa Anita, cortometraggio, regia di Bobby Connolly (1937)
- Avventura a mezzanotte (It's Love I'm After), regia di Archie Mayo (1937)
- L'ultima beffa di Don Giovanni (The Great Garrick), regia di James Whale (1937)
- Occidente in fiamme (Gold is Where You Find It), regia di Michael Curtiz (1938)
- La leggenda di Robin Hood (The Adventures of Robin Hood), regia di Michael Curtiz e William Keighley (1938)
- La quadriglia dell'illusione (Four's a Crowd), regia di Michael Curtiz (1938)
- Hard to Get, regia di Ray Enright (1938)
- Wings of the Navy, regia di Lloyd Bacon (1939)
- Gli avventurieri (Dodge City), regia di Michael Curtiz (1939)
- Il conte di Essex (The Private Lives of Elizabeth and Essex), regia di Michael Curtiz (1939)
- Raffles, regia di Sam Wood (1939)
- Via col vento (Gone with the Wind), regia di Victor Fleming (1939)
- My Love Came Back, regia di Curtis Bernhardt (1940)
- I pascoli dell'odio (Santa Fe Trail), regia di Michael Curtiz (1940)
- Bionda fragola (The Strawberry Blonde), regia di Raoul Walsh (1941)
- La porta d'oro (Hold Back the Down), regia di Mitchell Leisen (1941)
- La storia del generale Custer (They Died with Their Boots On), regia di Raoul Walsh (1941)
- L'uomo questo dominatore (The Male Animal), regia di Elliott Nugent (1942)
- In questa nostra vita (In This Our Life), regia di John Huston (1942)
- Sotto le stelle di Hollywood (Thank Your Lucky Stars), regia di David Butler (1943)
- Sua Altezza è innamorata (Princess O'Rourke), regia di Norman Krasna (1943)
- Se non ci fossimo noi donne...! (Government Girl), regia di Dudley Nichols (1943)
- A ciascuno il suo destino (To Each His Own), regia di Mitchell Leisen (1946)
- Appassionatamente (Devotion), regia di Curtis Bernhardt (1946)
- The Well Groomed Bride, regia di Sidney Lanfield (1946)
- Lo specchio scuro (The Dark Mirror), regia di Robert Siodmak (1946)
- La fossa dei serpenti (The Snake Pit), regia di Anatole Litvak (1948)
- L'ereditiera (The Heiress), regia di William Wyler (1949)
- Mia cugina Rachele (My Cousin Rachel), regia di Henry Koster (1952)
- La principessa di Mendoza (That Lady), regia di Terence Young (1955)
- Nessuno resta solo (Not as a Stranger), regia di Stanley Kramer (1955)
- La figlia dell'ambasciatore (The Ambassador's Daughter), regia di Norman Krasna (1956)
- L'orgoglioso ribelle (The Proud Rebel), regia di Michael Curtiz (1958)
- Il diavolo nello specchio (Libel), regia di Anthony Asquith (1959)
- Luce nella piazza (Light in the Piazza), regia di Guy Green (1962)
- Un giorno di terrore (Lady in the Cage), regia di Walter Grauman (1964)
- Piano... piano, dolce Carlotta (Hush... Hush, Sweet Charlotte), regia di Robert Aldrich (1964)
- L'ultimo avventuriero (The Adventurers), regia di Lewis Gilbert (1970)
- La papessa Giovanna (Pope Joan), regia di Michael Anderson (1972)
- Airport '77, regia di Jerry Jameson (1977)
- Swarm (The Swarm), regia di Irwin Allen (1978)
- The Fifth Musketeer, regia di Ken Annakin (1979)

### Televisione
- The Ed Sullivan Show – serie TV, 1 episodio (1962)
- La grande vallata (The Big Valley) – serie TV, 1 episodio (1965)
- ABC Stage 67 – serie TV, episodio 1x10 (1966)
- The Danny Thomas Hour – serie TV, episodio 1x17 (1968)
- Qualcuno chiede aiuto (The Screaming Woman), regia di Jack Smight – film TV (1972)
- Radici - Le nuove generazioni (Roots: The Next Generations), regia di John Erman, Charles S. Dubin, Georg Stanford Brown e Lloyd Richards – miniserie TV (1979)
- Love Boat (The Love Boat) – serie TV, episodio 4x23 (1981)
- È troppo facile (Murder Is Easy), regia di Claude Whatham – film TV (1982)
- Il romanzo di Carlo e Diana (The Royal Romance of Charles and Diana), regia di Peter Levin – film TV (1982)
- Nord e Sud (North and South), regia di Richard T. Heffron – miniserie TV (1985)
- Anastasia - L'ultima dei Romanov (Anastasia: The Mystery of Anna), regia di Marvin J. Chomsky – miniserie TV (1986)
- Una corona per Wally (The Woman He Loved), regia di Charles Jarrott – film TV (1988)

## Teatro
- Sogno di una notte di mezza estate, di William Shakespeare, regia di Max Reinhardt. Hollywood Bowl di Los Angeles (1934)
- La moglie che sa, di J. M. Barrie, regia di Phyllis Loughton. Westport Country Playhouse di Westport (1946)
- Romeo e Giulietta, di William Shakespeare, regia di Peter Glenville. Broadhurst Theatre di Broadway (1951)
- Candida, di George Bernard Shaw, regia di Herman Shumlin. Nederlander Theatre di Broadway (1952)
- A Gift of Time, scritto e diretto da Garson Kanin. Ethel Barrymore Theatre di Broadway (1962)

## Riconoscimenti
- Premio Oscar
  - 1940 – Candidatura alla migliore attrice non protagonista per Via col vento
  - 1942 – Candidatura alla migliore attrice per La porta d'oro
  - 1947 – Migliore attrice per A ciascuno il suo destino
  - 1949 – Candidatura alla migliore attrice per La fossa dei serpenti
  - 1950 – Migliore attrice per L'ereditiera
- Golden Globe
  - 1950 – Miglior attrice in un film drammatico per L'ereditiera
  - 1953 – Candidatura alla miglior attrice in un film drammatico per Mia cugina Rachele
  - 1987 – Miglior attrice non protagonista in una serie per Anastasia - L'ultima dei Romanov
- Mostra internazionale d'arte cinematografica
  - 1949 – Coppa Volpi alla migliore interpretazione femminile per La fossa dei serpenti
- Hollywood Walk of Fame
  - 1960 – Stella

## Doppiatrici italiane
Nelle versioni in italiano dei suoi film, Olivia De Havilland è stata doppiata da:
- Lydia Simoneschi in In questa nostra vita, A ciascuno il suo destino, Lo specchio scuro, La fossa dei serpenti, L'ereditiera, Mia cugina Rachele, La principessa di Mendoza, Nessuno resta solo, Un giorno di terrore
- Dhia Cristiani in Capitan Blood, Avorio nero, La carica dei seicento, Il conte di Essex, I pascoli dell'odio, Bionda fragola, La storia del generale Custer, L'uomo questo dominatore
- Renata Marini in Via col vento, Il diavolo nello specchio, Luce nella piazza
- Rosetta Calavetta in La figlia dell'ambasciatore, Piano... piano, dolce Carlotta, Airport '77
- Andreina Pagnani in La porta d'oro, Se non ci fossimo noi donne...!
- Benita Martini in La papessa Giovanna, Radici - Le nuove generazioni
- Alina Moradei in Nord e Sud II, Una corona per Wally
- Dina Perbellini in La leggenda di Robin Hood
- Gabriella Genta in L'ultimo avventuriero
- Vittoria Febbi in Raffles (ridoppiaggio)
- Angiola Baggi in Via col vento (ridoppiaggio)
- Franca Dominici in Swarm
- Paola Del Bosco in La leggenda di Robin Hood (ridoppiaggio)
- Alessandra Korompay in Gli avventurieri (ridoppiaggio)[15]
- Beatrice Margiotti in Il conte di Essex (ridoppiaggio)